# Miro Cerar
Miroslav Cerar Jr., noto come Miro Cerar (Lubiana, 25 agosto 1963), è un giurista e politico sloveno, ex primo ministro della Repubblica di Slovenia.

## Biografia
Miro Cerar è figlio del ginnasta Miroslav Cerar, campione olimpico ai giochi di Tokyo 1964 e Città del Messico 1968, e di Zdenka Cerar, prima donna procuratrice generale della Repubblica di Slovenia (1999-2004), ministro della Giustizia (2004) e vicepresidente del partito Democrazia Liberale di Slovenia.
Dopo aver conseguito la laurea in diritto, ha ottenuto la cattedra presso l'Università di Lubiana.
Il 2 giugno 2014 ha fondato il Partito del Centro Moderno, che alle successive elezioni del 2014 ha ottenuto il 34,5%.
Il 26 agosto 2014, avendo ottenuto la fiducia dal parlamento sloveno, con 57 voti favorevoli e 11 contrari, in una votazione a scrutinio segreto, viene nominato primo ministro, carica che assume ufficialmente a partire dal successivo 18 settembre.